# Dangast
Das Nordseebad Dangast ist ein Kurort und Stadtteil von Varel im Landkreis Friesland. Es liegt am südwestlichen Jadebusen und hat 533 Einwohner. Bis zum 30. Juni 1972 war Dangast Teil der Gemeinde Varel-Land.

## Geschichte

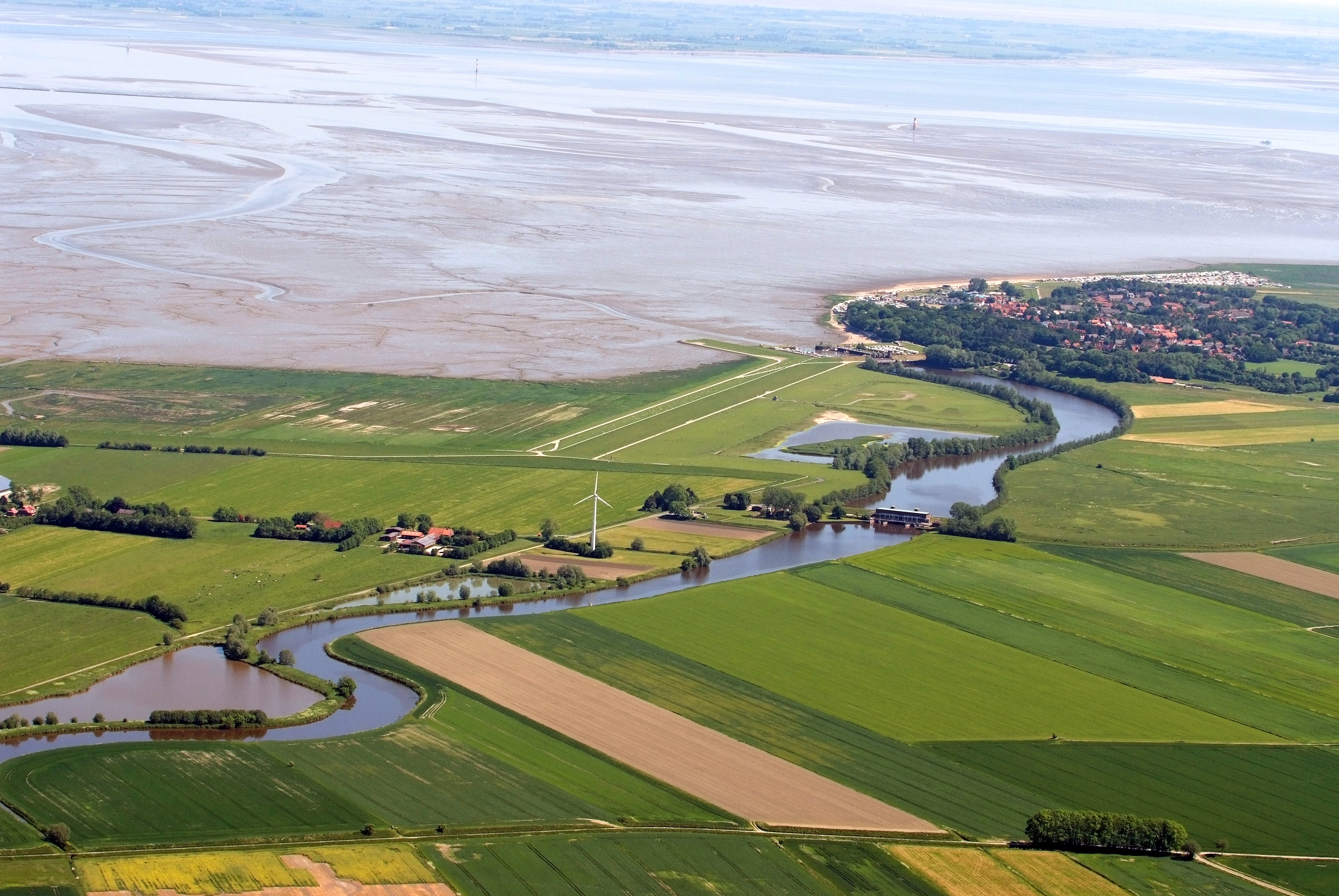
Mündung des Ellenserdammer Tiefs in den Jadebusen bei Dangast

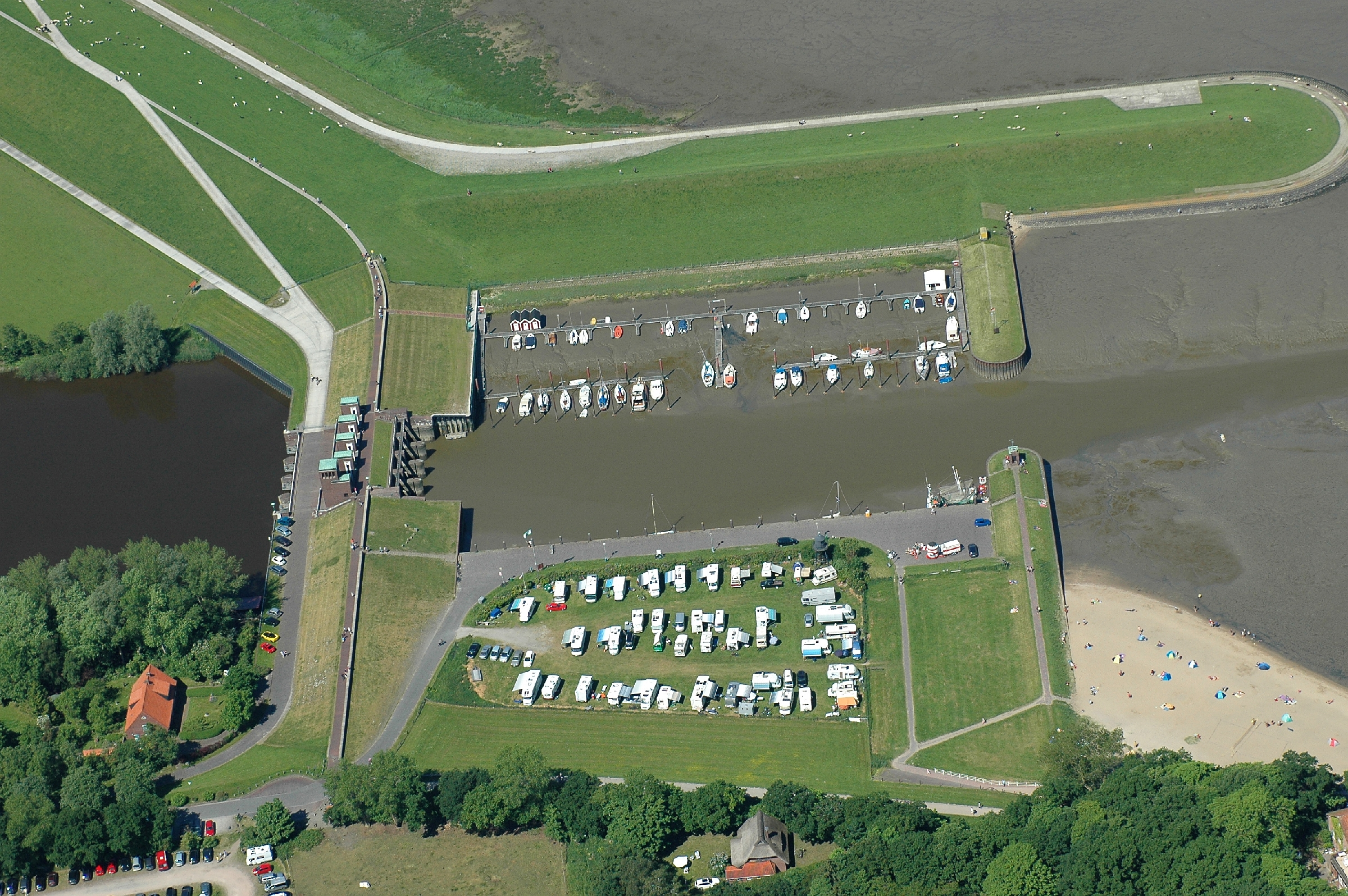
Der Dangaster Hafen bei Ebbe

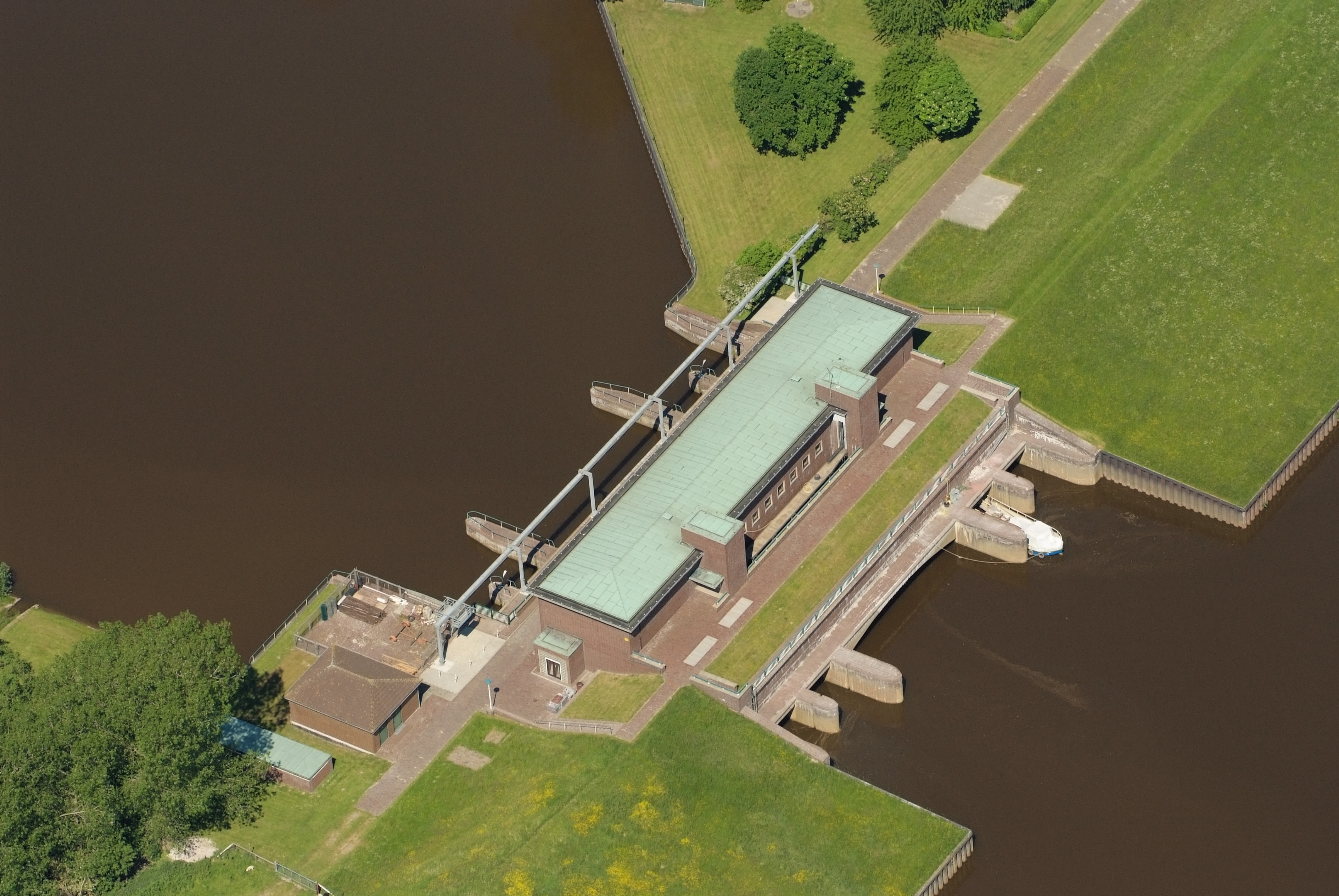
Schöpfwerk Petershörn bei Dangast

Die Anfänge Dangasts reichen bis in das 11. Jahrhundert zurück. Bei der Zweiten Marcellusflut 1362 wurde die erste Siedlung Dangast, die einige hundert Meter nordwestlich des heutigen Ortes lag, zerstört und mit ihr der Stammsitz des friesischen Häuptlingsgeschlechts der Wimekinge, aus dem Edo Wiemken der Ältere (Häuptling von Rüstringen ca. 1354/1378 bis 1415) hervorging. Nach der Marcellusflut wurde Dangast an flutgeschützter Stelle auf dem Südhang eines eiszeitlichen Geestrückens neu gegründet. Dank dieser Lage ist Dangast heute einer der wenigen Plätze an der deutschen Nordseeküste, an dem der Bau eines Schutzdeiches nicht erforderlich ist. Der hierdurch ermöglichte „deichlose Meerblick“ gehört zu den wichtigsten Attraktionen des Ortes.
Um 1795 beschloss Graf Gustav Friedrich Wilhelm Bentinck, ein Seebad nach englischem Vorbild anzulegen. Schon 1797 wurde berichtet, dass Dangast gern von Badegästen aufgesucht werde. Im Juni 1825 nahm Carl Friedrich Gauß, der sich im Rahmen der Landesvermessung in Varel aufhielt, warme Bäder (warm sea baths) in Dangast. 1866 war Dangast Messpunkt der 'Mitteleuropäischen Gradmessung', hieran erinnert ein Markstein. 

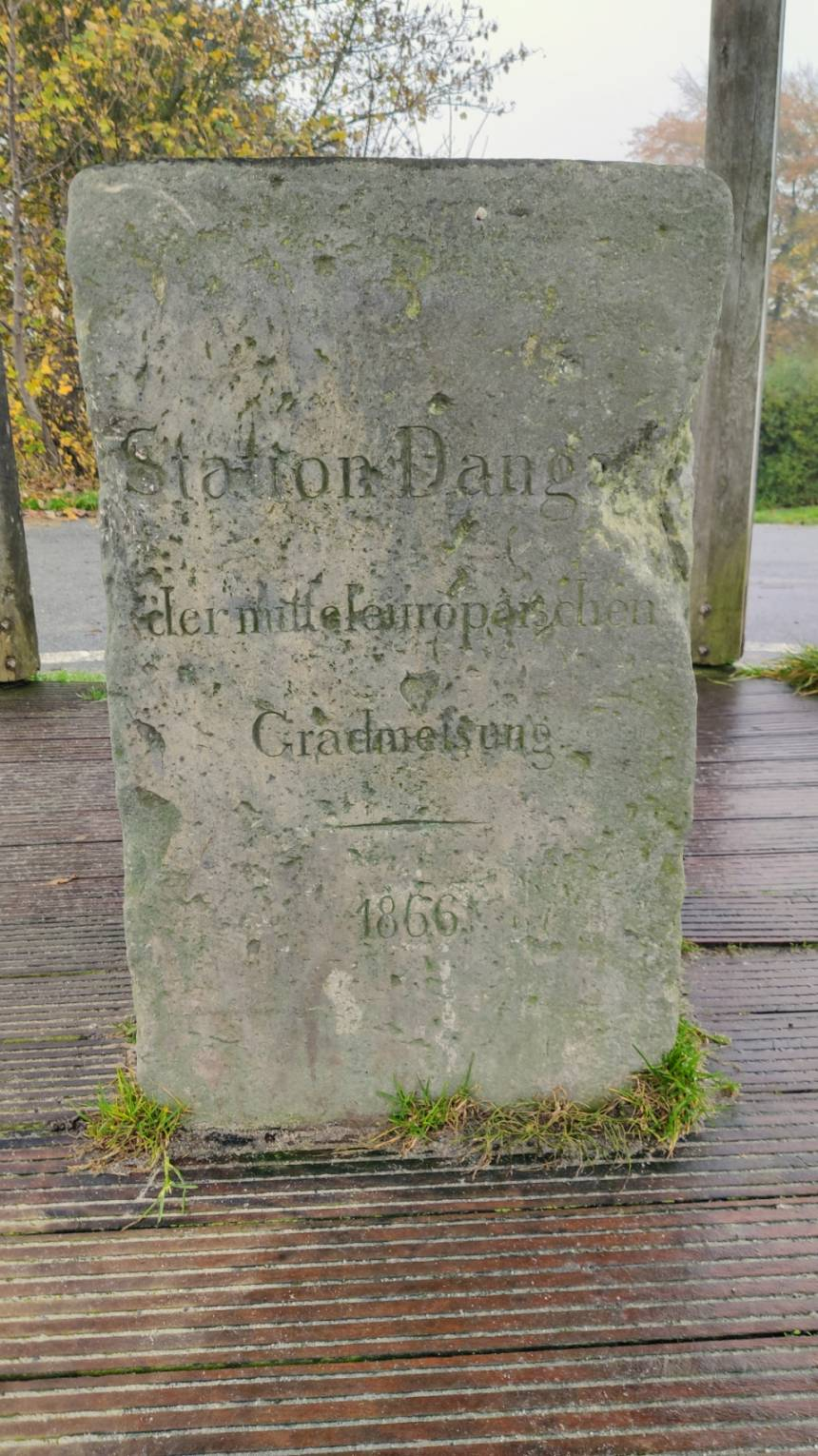
Markstein Mitteleuropäische Gradmessung 1866 in Dangast

Die provisorischen Anlagen wurden in den Jahren 1804 bis 1865 durch die endgültigen, überwiegend bis heute erhaltenen Baulichkeiten ersetzt. 1874 übernahm der Wilhelmshavener Bauunternehmer Linde die See-Badeanstalt Dangast. Er ließ die vorhandenen Einrichtungen renovieren und baute ein weiteres Logierhaus für Gäste. Im Jahre 1878 wurde in Dangast als so genannter Erdholländer eine Windmühle an der Wulfsgast errichtet und als Müllerei betrieben. 1882 kaufte Carl Gramberg die See-Badeanstalt mit allen Einrichtungen. Dangast verfügte zu diesem Zeitpunkt über drei Logierhäuser mit 100 Betten. Weitere 30 Betten standen in Pensionen als Übernachtungsmöglichkeiten zur Verfügung. Eine Sturmflut vom 5. bis 8. Dezember 1895 verursachte extrem hohe Wasserstände über sechs Tiden lang. In Dangast wurden wieder die Bade- und Strandeinrichtungen beschädigt. Das Amt Varel zählte zu diesem Zeitpunkt in Dangast 58 Häuser.
1904 schrieb Meyers Reiseführer erstmals über das Nordseebad Dangast: „Wohnung nimmt man in einem der drei Logierhäuser, die alle demselben Besitzer gehören ...“. Nach dem Abriss des Vareler Leuchtturmes auf dem Kohlhof-Gelände am Vareler Hafen wurde im Jahre 1910 der Arngaster Leuchtturm gebaut. Er liegt inmitten des Jadebusens etwa fünf Kilometer nordöstlich von Dangast auf einer Sandbank, die sich auf demselben Wattrücken wie das ehemalige Kirchspiel Arngast befindet. Eine Dangaster Einwohnerin, bekannt als „Tante Klara“, eröffnete am Kukshörner Weg im Jahre 1925 eine Gaststätte und Pension mit dem Namen „Haus Tante Klara“. 1935 übernahm Anton Tapken das Kurhaus mit all den dazugehörigen Liegenschaften und ließ es 1947 umbauen, so dass ein ganz neuer Komplex mit Saal, Küche, Wohnräumen und Personalzimmern entstand. Während des Zweiten Weltkrieges wurde in Dangast die schwere Flakbatterie Dangast eingerichtet.
Die Sturmflut vom 16. auf den 17. Februar 1962 traf auch Dangast massiv. Verheerende Schäden an den Strandeinrichtungen und nahe gelegenen Gebäuden waren die Folge. Das Wasser überschwemmte die gesamte Rennweide. Im Jahre 1970 sollten nach den Wünschen einiger Objektplaner vier Hochhäuser entstehen. Als zentraler Standort war die Ortsmitte vorgesehen. Nach massiven Protesten der Dorfbewohner gegen die geplante „Dorfverschandelung“ wurde das Projekt aufgegeben. 1974 begannen die Bauarbeiten am Deich für das neue Meerwasserquellbad, das ein Jahr später den Betrieb aufnahm. Dangast begann, sich schwerpunktmäßig zum Fremdenverkehrsort auszurichten. Die Nordsee-Kuranlage „Deichhörn“ wurde gebaut, und die Bademöglichkeiten am Strand wurden durch Sandaufspülungen erweitert. 1980 wurde dieses Kurzentrum, dem ein medizinischer Badebetrieb angegliedert ist, eröffnet.

## Tourismus

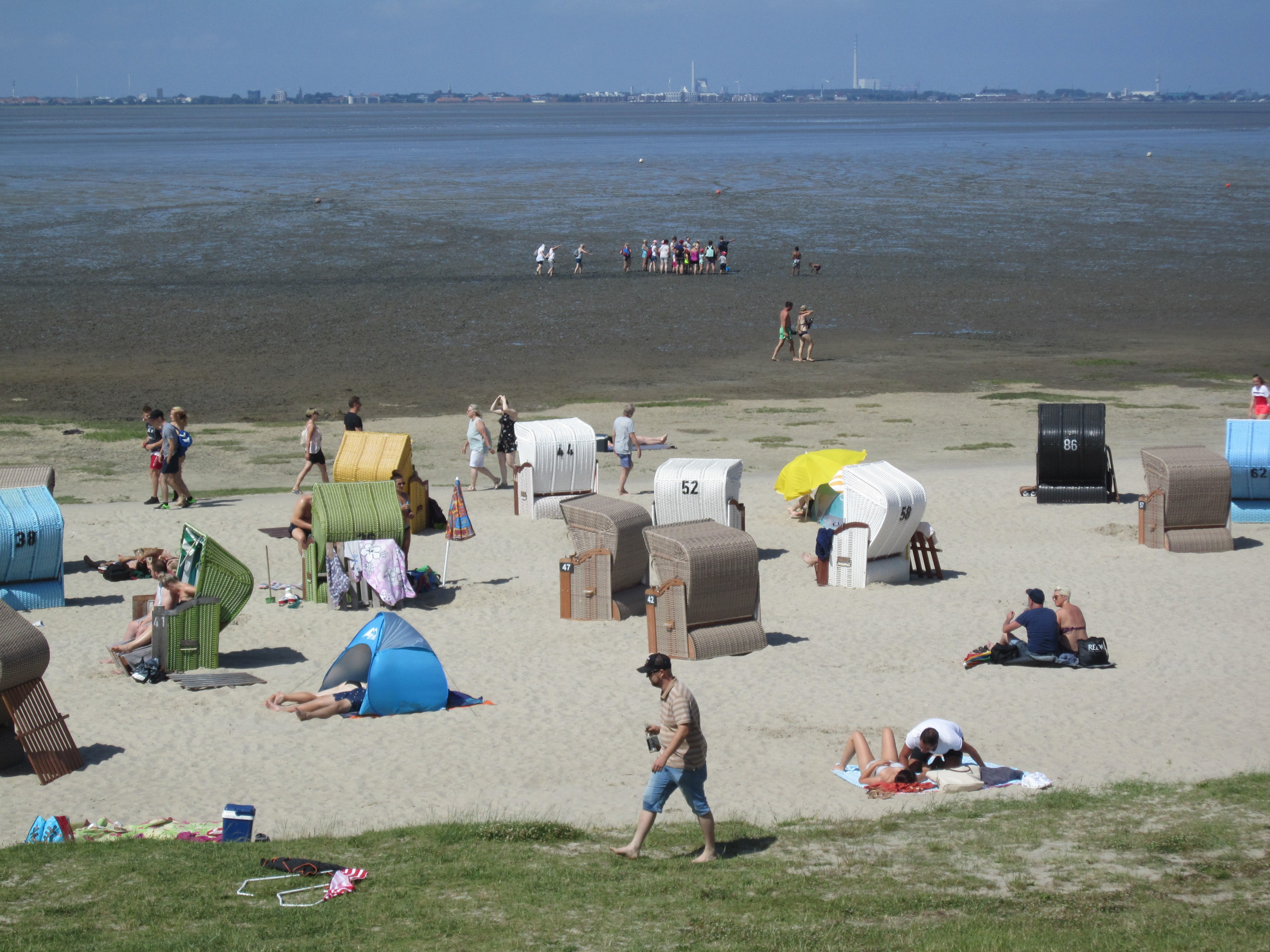
Blick über den Nordstrand bei Ebbe über den Jadebusen nach Wilhelmshaven

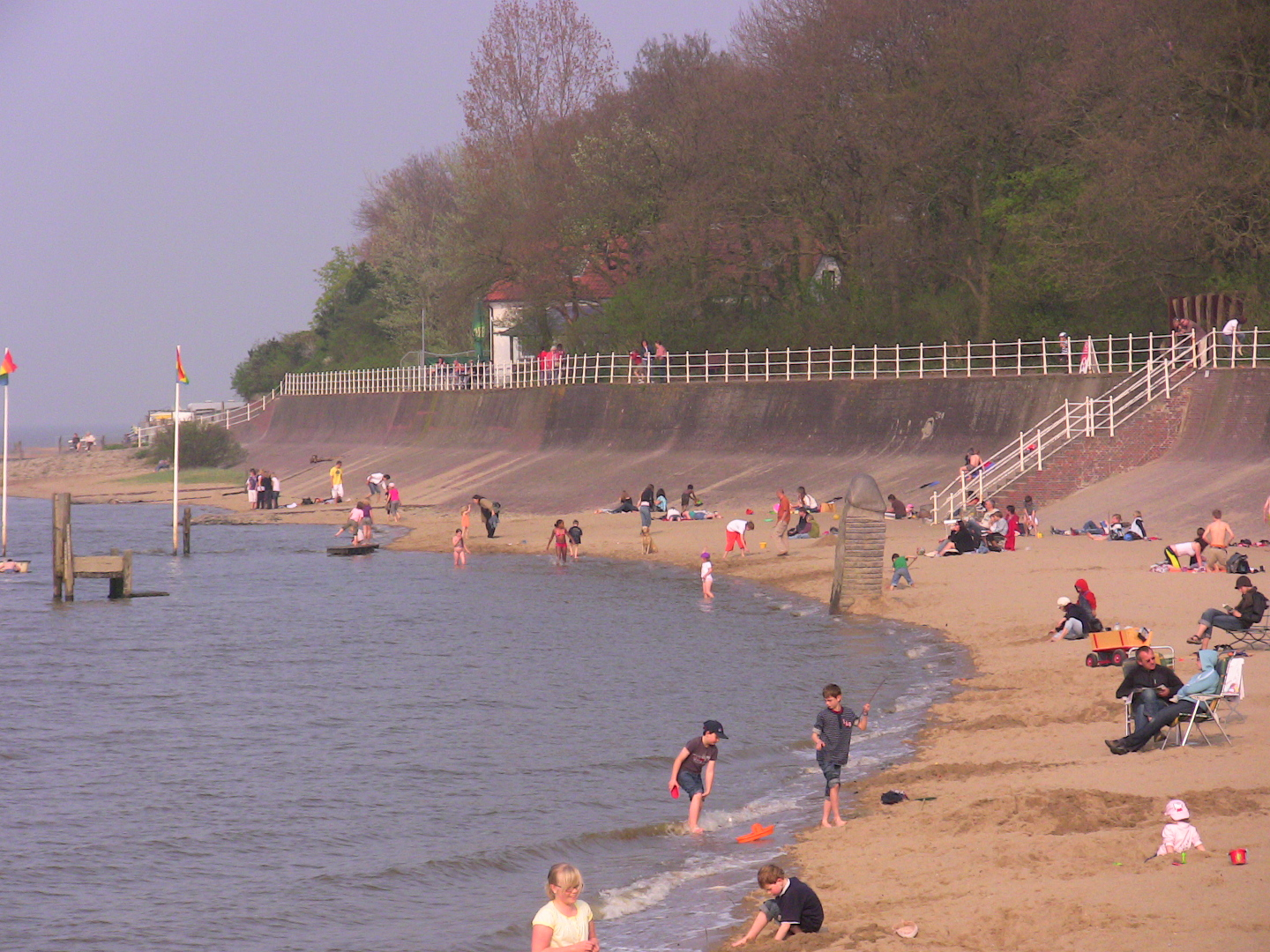
Ende des Geestsporns unmittelbar oberhalb des Weststrandes

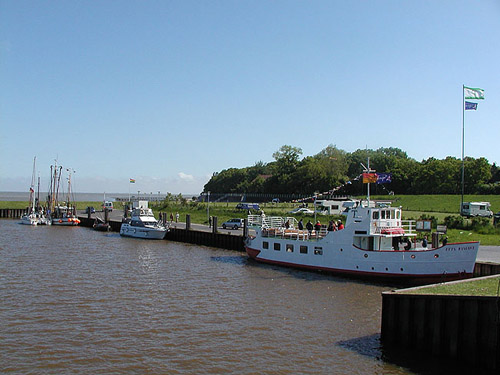
Nordseebad Dangast – Hafen

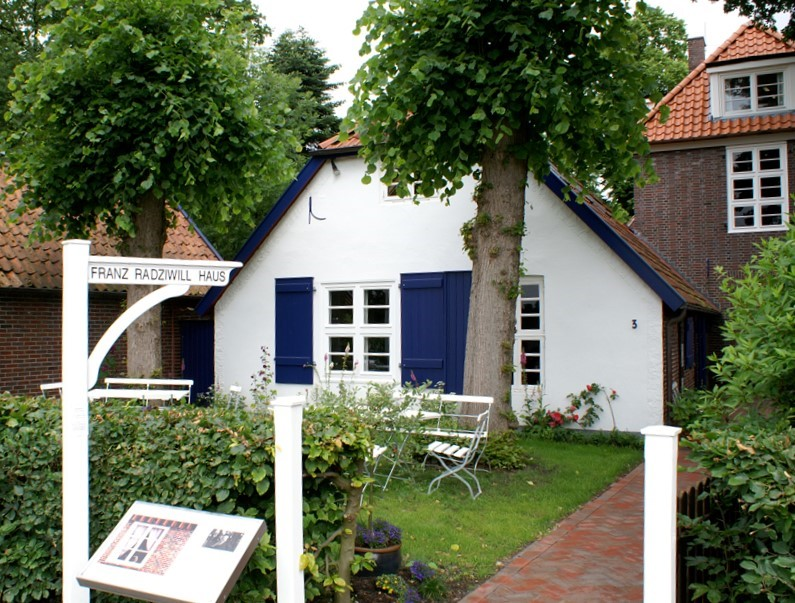
Franz-Radziwill-Haus in der Sielstraße 3

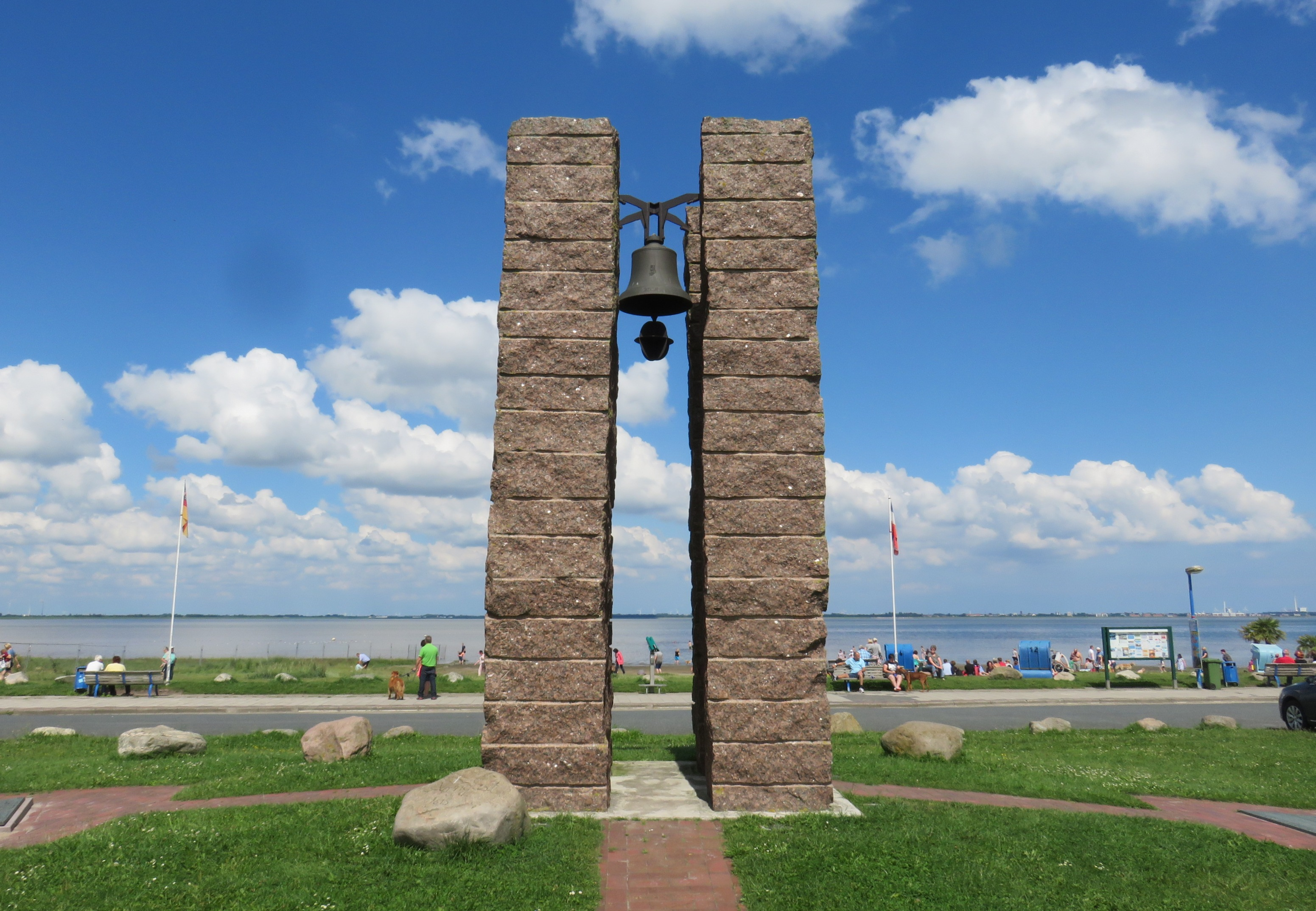
„Der Friesendom“ am Nordstrand von Dangast

Dangast ist das südlichste Nordseebad. Es hat einen etwa zwei Kilometer langen Sandstrand, der aber durch abgezäunte Privatgrundstücke unterbrochen und nur abschnittsweise für die Öffentlichkeit zugänglich ist. Bei Hochwasser kann dort gebadet werden, bei Niedrigwasser sind Erkundungen im Watt möglich. Außerdem gibt es mehrere große Campingplätze sowie ein Meerwasserschwimmbad, das „DanGastQuellbad“. Letzteres wird aus einer 573 Meter unter dem Meeresspiegel gelegenen Iod-Sole-Quelle gespeist. Hierbei handelt es sich um etwa 40 Millionen Jahre altes Meerwasser. Angrenzend an das Quellbad befindet sich das „Weltnaturerbeportal“ als Pforte zum Nationalpark Niedersächsisches Wattenmeer. Die Strände in Dangast sind kostenlos zugänglich.
Bekannt ist Dangast für sein altes Kurhaus und den Sielhafen. Das Kurhaus wurde 1820 als Nachfolger des abgebrannten ersten „Conversationshauses“ von 1804 erbaut. Vom Sielhafen aus wurden Schiffsrundfahrten durch den Jadebusen mit der Etta von Dangast durchgeführt. Die Etta von Dangast ist seit August 2021 außer Dienst und die Fahrten werden nun durch das Ausflugsschiff Jantje von Dangast (ehemals Feodora 1) durchgeführt.
In den Sommermonaten ist das drei Tage dauernde Dangaster Hafenfest eine überregional bekannte Attraktion, zu der eine so seltene wie spektakuläre Meisterschaft im Schlickschlittenrennen gehört. Das Watt vor Dangast besteht auf Grund fehlender Strömung aus viel Feinsediment und ist daher sehr schlickig. Auf Wattwanderungen versinkt man häufig bis über die Waden. Eine bekannte Wanderung, die nur unter kundiger Führung unternommen werden sollte, führt zum Leuchtturm Arngast.

## Kunst, Kultur und Künstlerkolonie

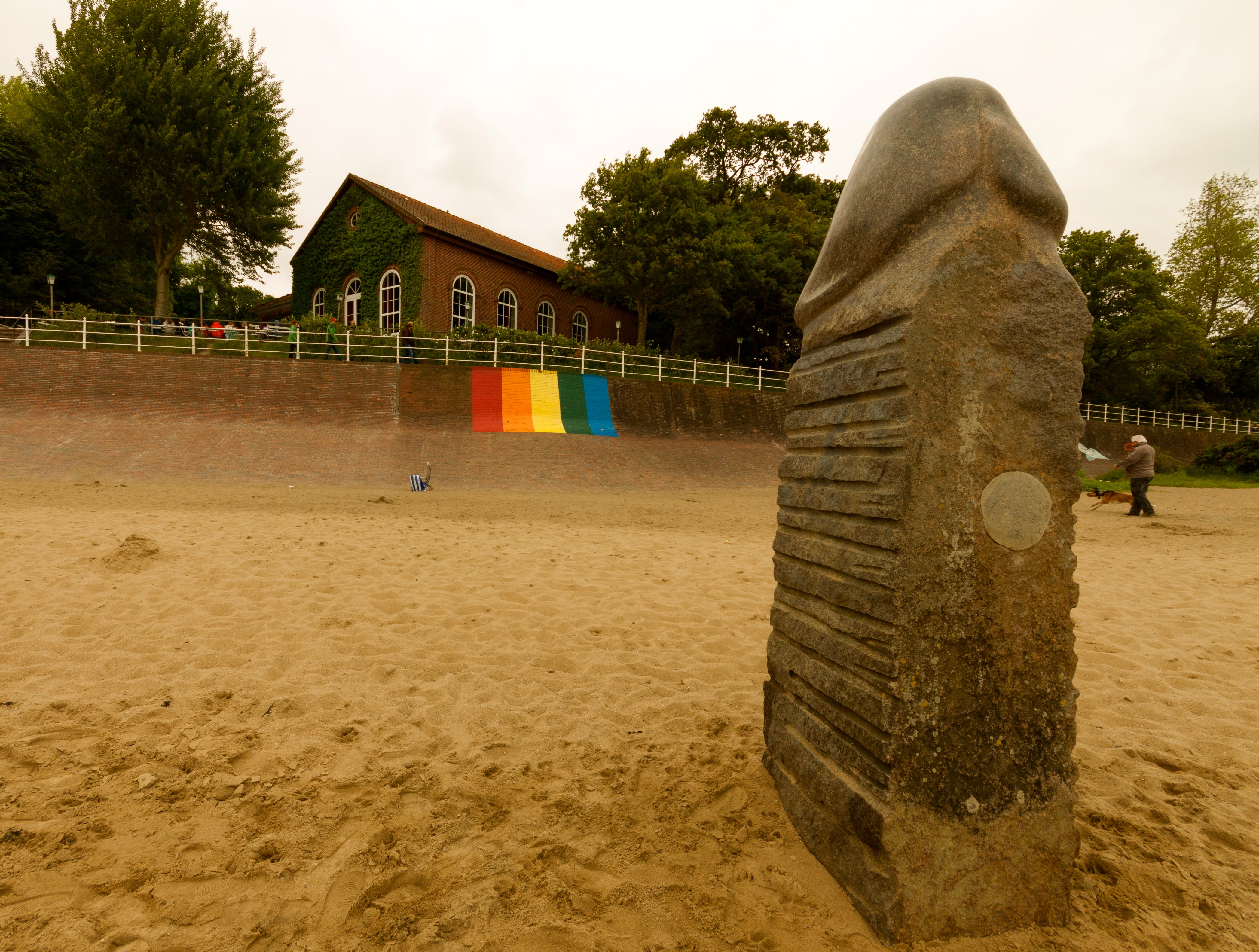
Skulptur „Grenzstein“ von Eckart Grenzer auf dem Weststrand vor dem Dangaster Kurhaus

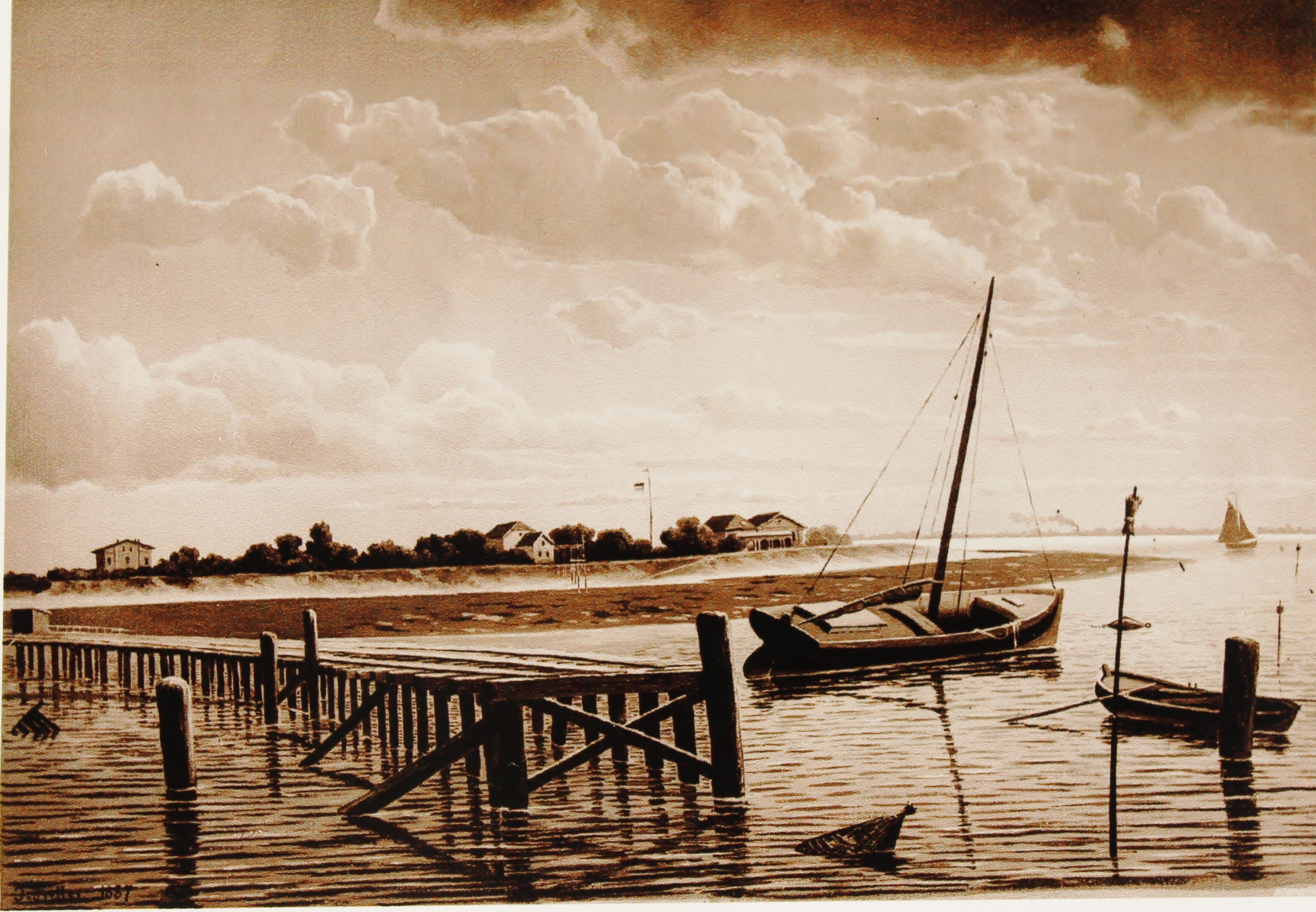
Julius Preller: Blick auf den Strand von Dangast, Ölgemälde (1887)

Im 20. Jahrhundert wirkten in der Künstlerkolonie Dangast mehrere bedeutende Künstler und Schriftsteller. Bereits im 19. Jahrhundert wurde die malerische Lage Dangasts zum Motiv in der Kunst. Zu nennen ist hier u. a. der Vareler Landschaftsmaler Julius Preller (1834–1914), der mehrere Ansichten des Badeortes und der Küste bei Dangast schuf, die stilistisch in der Tradition des Realismus der Jahrhundertmitte stehen.
Im nahe gelegenen heutigen Restaurant „Haus Gramberg“, früher „Parkschloss“, logierte der expressionistische Maler Karl Schmidt-Rottluff (Die Brücke) zwischen 1909 und 1912 während seiner Arbeitsaufenthalte in Dangast, wo er u. a. 1910 das Gemälde „Deichdurchbruch“ schuf. Ebenfalls 1909–1912 verbrachte die Malerin Emma Ritter die Sommermonate in Dangast. Erich Heckel wohnte von 1908 bis 1910 im „Hullmann’schen Haus“ (An der Rennweide 3), wo er 1910 u. a. das Gemälde „Windmühle in Dangast“ malte. Im Sommer 1910 hielt sich Max Pechstein mehrere Wochen bei Erich Heckel auf und malte hier mehrere Gemälde und Aquarelle u. a. das Aquarell „Bauernhäuser“. Im selben Jahr schuf Heckel das Gemälde „Schlafender Pechstein“. Das „Haus Irmenfried“ (An der Rennweide 42), früher als „Villa Wobick“ mit einem 1921 abgerissenen markanten Holzturm ein Lieblingsmotiv Karl Schmidt-Rottluffs, bewohnte seit 1950 der Maler und Photograph Willy Hinck (1915–2002).
An der Sielstraße wurde im Wohnhaus des Malers Franz Radziwill, der dort seit 1923 bis zu seinem Tode 1983 lebte, ein Kunstmuseum eingerichtet. Er hinterließ ein umfangreiches Lebenswerk, das vom Expressionismus über veristische Stillleben bis zum magischen Realismus reicht.
Die Malerin Trude Rosner-Kasowski lebte von 1946 bis zu ihrem Tode 1970 in Dangast.
Im und rund um das Kurhaus haben sich bekannte und weniger bekannte zeitgenössische Künstler wie die Beuys-Schüler Anatol Herzfeld, Wilfried Gerdes und Eckart Grenzer mit allerlei Artefakten verewigt.
Anatol Herzfeld war insbesondere in den 1970er Jahren regelmäßig in Dangast tätig und schuf dort auch das aus Polyester gebaute Schiff „Tante Olga“, das mit Hilfe von Kapitän Anton Tapken, Bruder der Kurhaus-Inhabers und -Betreibers Karl-August Tapken, vom Kurhaus Strand zur Documenta 6, 1977 nach Kassel gebracht wurde.
1984 sorgte der Bildhauer Eckart Grenzer dafür, dass der Seebadeort Dangast zum Medienmittelpunkt wurde. Er meißelte direkt am Strand unter den Augen zahlreicher Zuschauer einen 3,20 Meter hohen Phallus aus Granit mit dem Titel „Begegnung der Geschlechter“. Sein Kunstwerk Friesendom, eine Skulptur zur Erinnerung an die Opfer der vergangenen Sturmfluten und ein Mahnmal für die ständige Bedrohung der Küste durch das Meer, wurde vom damaligen Ministerpräsidenten Niedersachsens, Christian Wulff, 2005 eingeweiht.
Ein Kunstpfad erinnert seit 2004 an alle diese und weitere mit Dangast verbundene Kunstschaffenden.
Dangast liegt am so genannten Skulpturenpfad Kunst am Deich. Der Skulpturenpfad wurde im Expo-Jahr 2000 angelegt und verläuft entlang des Radweges am Seedeich von Mariensiel bis nach Dangast. Die sieben Skulpturen entstanden während eines Bildhauersymposiums und wurden von sieben verschiedenen Künstlern geschaffen. Die Skulpturen stellen die sieben Tage der Schöpfungsgeschichte dar. Die Skulptur neben dem Radweg am Dangaster Hochufer steht für den 7. Schöpfungstag. Eckart Grenzer nannte sein Werk: „Und Gott segnete den siebten Tag“.
Funk und Fernsehen sind jährlich immer wieder dabei, wenn die Aktionskunstgruppe „Menschenmüll“ mit ihrem „Wattgolfen“ aktiv wird. Auch das einst weithin bekannte Spektakel „Flugtag“, bei dem einfallsreiche Bastler in ihren selbstgebauten Fluggeräten zum Gaudium der Zuschauer recht und schlecht den Dangaster Hafen zu umrunden versuchen, findet seit 2006 wieder jährlich statt. Zur Weihnachtszeit veranstaltet die Gruppe Menschenmüll im „Alten Kurhaus“ ein satirisches „Weihnachtstheater“, das ebenfalls überregional bekannt ist. Mit über 5.000 Besuchern  ist das seit 2014 jährlich statt findende „Watt en Schlick Fest“ das bedeutendste Musik- und Kulturfestival der Region. Das Programm aus Musik, Theater und Literatur findet direkt am Kurhausstrand statt.

## Natur und Tierwelt
Zahlreiche Limikolenarten sind von Dangast aus gut im Jadebusen zu beobachten, der Bestandteil des Nationalparks Niedersächsisches Wattenmeer und damit des UNESCO-Weltnaturerbes Wattenmeer ist. Innerhalb der Brutzeit dominiert im Jadebusen der Rotschenkel als typische Limikolenart. Ab September, also während der Zugzeit, sind es insbesondere große Trupps Säbelschnäbler, die hier mausern und im Schlickwatt des Jadebusens nach Nahrung suchen. Alpenstrandläufer, Grünschenkel, Dunkle Wasserläufer und auch Große Brachvögel ergänzen das Watvogelspektrum. Unter den Wasservögeln nutzen Brandgänse (eigentlich Brandenten) den westlichen Jadebusen bei Dangast zur Mauser, Brut und Rast auf und können nahezu ganzjährig im strandnahen Watt beobachtet werden. Spieß-, Krick- und Stockenten sind innerhalb der Zugzeiten im Herbst und Frühjahr ebenfalls in großer Zahl zu sehen.
Im Bereich der Binnendeichspütte, einem Kleingewässer in der Nähe von Dangast, sind häufig Gänse und viele andere Vögel anzutreffen. Insbesondere zur Zeit des Vogelzuges in Herbst und Frühjahr sind manchmal tausende Nonnengänse zu beobachten. Für die Beobachtung wurde extra ein kleiner Holzpavillon eingerichtet, der für Jedermann zugänglich ist.
Das Nationalpark-Haus Dangast informiert über diese Besonderheiten der Fauna in seinen Ausstellungen und den öffentlichen Führungen. Die Zugvogeltage im Nationalpark Niedersächsisches Wattenmeer behandeln die Thematik des Vogelzuges an der gesamten niedersächsischen Wattenmeerküste und auch in Dangast alljährlich Mitte Oktober besonders deutlich in zahlreichen speziellen Veranstaltungen.
Gelegentlich kann man Seehunde im Hafen von Dangast beobachten. In unmittelbare Nähe zu den Seehunden konnten Besucher Dangasts bei einer Fahrt auf dem MS „Etta von Dangast“ gelangen, das vom Dangaster Hafen aus regelmäßig Ausflugsfahrten zu den Seehundbänken im Jadebusen anbot.

## Personen
- Carl Friedrich Gauß (1777–1855), Mathematiker, Physiker, Geodät
- Julius Preller (1834–1914), Landschaftsmaler des Realismus
- Emma Ritter (1878–1972), Malerin des Expressionismus
- Max Pechstein (1881–1955), Maler und Grafiker des Expressionismus
- Erich Heckel (1883–1970), Maler und Grafiker des Expressionismus
- Karl Schmidt-Rottluff (1884–1976), Maler, Grafiker des Expressionismus
- Irma Franzen-Heinrichsdorff (1892–1983), Gartenbauinspektorin
- Franz Radziwill (1895–1983), Maler des Magischen Realismus
- Trude Rosner-Kasowski (1899–1970), Malerin
- Willy Hinck (1915–2002), Maler und Fotograf
- Joseph Beuys (1921–1986), Aktionskünstler und Kunsttheoretiker
- Anatol Herzfeld (1931–2019), Bildhauer
- Karl-August Tapken (1936–2016), ehemaliger Eigentümer des alten Kurhauses und Träger des Bundesverdienstkreuzes
- Eckart Grenzer (1943–2017), Bildhauer
- Karl-Heinz Funke (* 1946), ehemaliger Landes- und Bundeslandwirtschaftsminister und Bürgermeister der Stadt Varel
- Heiko Daxl (1957–2012), Medienkünstler, Ausstellungskurator, Galerist sowie Design- und Kunstsammler
- Nadja Abd el Farrag (1965–2025), Fernsehmoderatorin und Sängerin[28]